# Snagg

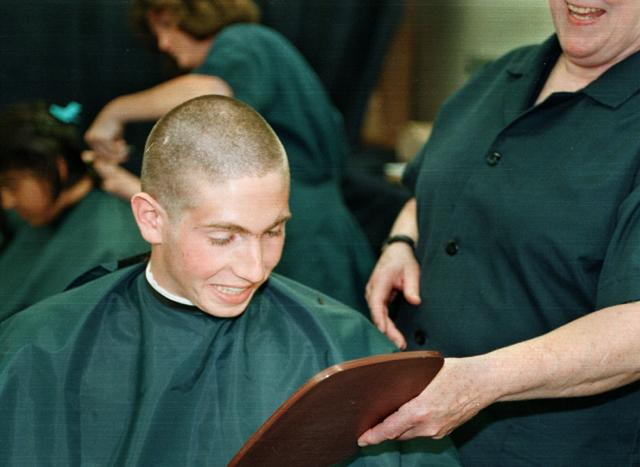
En man med snaggat hår.

Snagg är en frisyr där håret är mycket kort. Vanligtvis klipps det med en hårtrimmer så att det är exakt lika kort över allt. I USA kallas frisyren "buzz cut", i Storbritannien "skinhead" (om man inte har något hår alls) och i Filippinerna "semi". I Singapore kallas det "GI (nummer)" där numret står för en av sju korthetsgrader; snagg finns i sju längder, #1 (20 mm), #2 (6 mm), #3 (9 mm), #4 (12 mm), #5 (15 mm), #6 (18 mm).
Snagg är vanligare som frisyr hos män än hos kvinnor. Den får ansiktets konturer att bli tydligare och gör att käken ser bredare ut.